# Baja Renania
Baja Renania (en alemán: Niederrhein, pronunciación: /ˈniːdɐˌʁaɪ̯n/ⓘ) es una región alrededor del río Rin en Renania del Norte-Westfalia, Alemania, entre aproximadamente Oberhausen y Krefeld al este y la frontera holandesa alrededor de Cléveris al oeste. De Baja Renania procedieron los francos. Aunque la región no puede ser definida ni geográficamente, lingüísticamente, culturalmente, políticamente, económicamente ni relacionando el tráfico durante los siglos, así como por más recientes subdivisiones políticas, sus fronteras precisas son disputables y ocasionalmente pueden ser vistas cuando extendiendo allende la frontera holandesa. Todavía, mientras la mitad holandesa del área geográfica del río Rin se apellida Nederrijn en holandés, el mismo es un territorio separado del contiguo alemán Niederrhein región, a pesar de que ambos nombres son una traducción del otro.

## Cultura
Un vínculo cultural del alemán Baja Renania es su lengua bajofranconia, específicamente el dialecto Cleverlander (neerlandés: Kleverlands, alemán: Kleverländisch), el cual está estrechamente relacionado con los dialectos neerlandeses de Güeldres del sur al otro lado de la frontera de los Países Bajos y Bergish del este al sureste. En la porción del sur de la región está hablada Baja Bergish, el cual es el dialecto más oriental de Limburgués. Baja Renania es conocida por su tradición del carnaval renano, que su bullicio se percibe especialmente en el sur del pueblo. En cuanto a las artes visuales, el paisaje tiene mucha tradición, que se le debe, entre varias cosas, a la Academia de Bellas Artes de Düsseldorf. Para los teatros, está el teatro Schauspielhaus, que es reconocido a nivel nacional, y también están el teatro de marionetas de Düsseldorf, el teatro Moerser Schloss y el teatro Metronom. En cuanto a festivales, están el festival de verano de Xanten, el festival de Moers y el festival de Jazz.

## Geografía

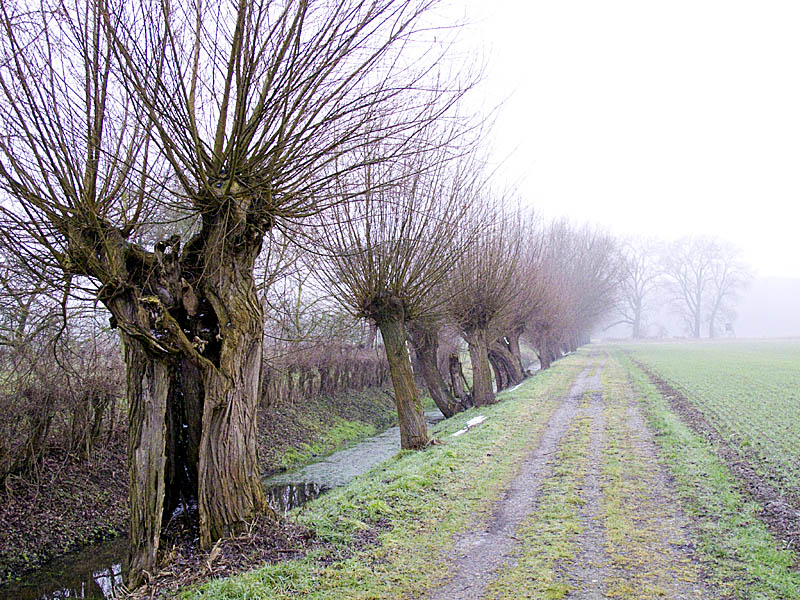
Típicos sauces anudados de Baja Renania

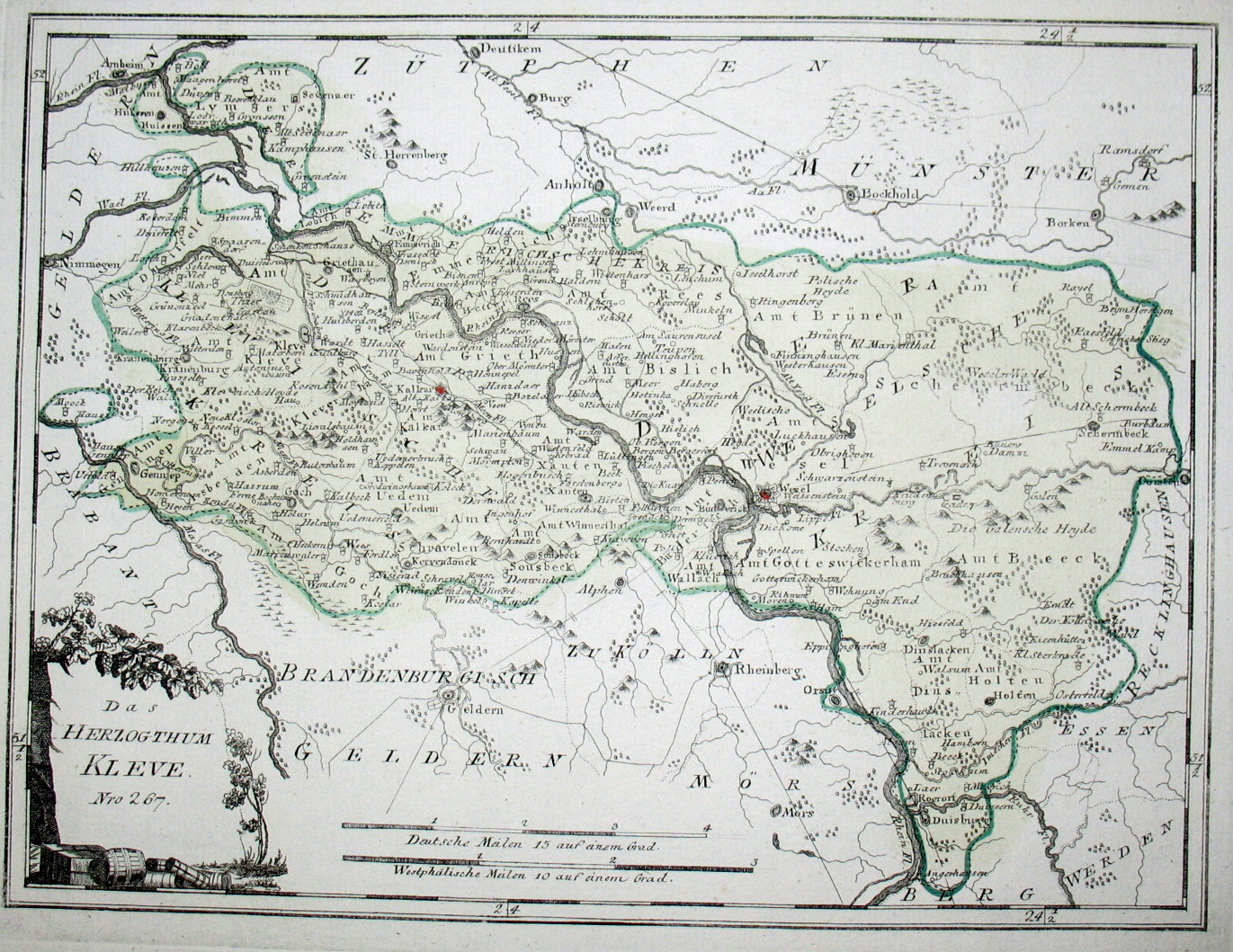
Mapa histórico del Ducado de Cleves por Johann Joseph von Reilly (ca. 1794).

La geografía de Baja Renania se divide en área de la base, sistema periférico y esquema

### Área de la base
La conforman los distritos de Kleve, Wesel, Viersen y las ciudades de Krefeld y Duisburgo. El área es aproximadamente igual a las antiguas glorias del país, a saber, el Ducado de Cleves, el condado de Moers y el original del Mosa Quartier Roermond Ducado de Geldern y la parte norte de la orilla izquierda del Electorado de Colonia. Antes de la fundación de la provincia prusiana del Rin, estas áreas incluyen principalmente a Provincia de Jülich-Cleves-Berg, mientras que en cambio los territorios hoy Rin Medio y el Palatinado se resumieron como Gran Ducado del Bajo Rin

### Sistema periférico
Lo conforman Düsseldorf, las partes cercanas del Rin del círculo Mettmann y partes de Leverkusen, que pertenecían al Ducado histórico de Berg quiere, sin embargo, atribuyó el Niederrhein solo en el sentido más amplio. Se ven sobre todo como parte de la (global) de Renania.
La orilla izquierda del Rin alcanza el Bajo Rin, en el sentido más amplio de aproximadamente la línea Heinsberg, Erkelenz, Grevenbroich, Dormagen, Rechtsrheinisch de Monheim y los distritos del norte de Colonia y Leverkusen. Esta línea se corresponde con la distribución de la especialidad de cerveza Bajo Rin Antiguo.

### Esquema
Si bien no hay Baja Renania superior, los círculos Viersen, Heinsberg y Neuss y Krefeld Mönchengladbach se agrupan para Baja Renania Media y marca el círculo Wesel y Kleve como Baja Renania Inferior. Esta clasificación seguirá acerca de las dos Cámaras de Comercio en el Bajo Rin: la Cámara de Comercio de Bajo Rin Duisburgo-Wesel-Kleve en Duisburg (el denominado Bajo Rin) y la IHK Mittlerer Niederrhein
en Krefeld.
Círculos de comercialización turística son Kleve, Viersen y Wesel y la ciudad de Krefeld fundaron el Niederrhein Turismo GmbH. Para espacio de la cultura de club Niederrhein incluye los distritos de Kleve, Neuss, Viersen y Wesel y las ciudades de Düsseldorf, Duisburg, Krefeld y Mönchengladbach. Por Región Dusseldorf / Central de Bajo Rin, los círculos Mettmann, Neuss y Viersen y las ciudades de Düsseldorf, Krefeld y Mönchengladbach han unido sus fuerzas. El Bajo Rin es también la parte alemana de la zona de estudio dos regiones europeas: la Eurorregión Rin-Waal y Euregio Rin-Maas-Nord.
Además, el distrito administrativo de Düsseldorf es utilizado por algunos para hacer el pequeño intento con propósito de definir los límites del Bajo Rin. El distrito administrativo incluye todas las ciudades del Rin disentería incluyendo Muelheim en la disentería y los alimentos, sino que también, sin duda, no Niederrhein perteneciente parte norte de Bergisch Land, el país Baja Bergische cuyos dialectos, pero a su vez son Niederrheinische.

## Turismo
La mayoría del paisaje de Baja Renania está compuesto de tierra de hierba verde plana con vistas anchas al horizonte. Las vistas incluyen los centros de ciudad históricos de Cleves y Xanten, así como el museo arqueológico Romano de la ciudad última, el castillo "Schloss Moyland" en Bedburg-Hau o la ciudad de peregrinaje católica de Kevelaer. El parque natural Maas-Schwalm-Nette es de 870 kilómetros cuadrados y ofrece numerosas excursiones en bicicleta; en sus proximidades se encuentran los parques holandeses de Maasduinen, Meinweg, De Groote Peel y Hoge Veluwe. 2-Land es un proyecto de turismo en dos regiones de Europa: Eurorregión Rin-Mosa-Norte y Eurorregión Rin-Waal. En el lado alemán incluir los distritos Viersen, Neuss, Wesel y Kleve y las ciudades de Krefeld, Mönchengladbach y Duisburgo.